# آتش‌نشانان (فیلم ۲۰۲۴)
آتش‌نشانان (انگلیسی: Firefighters؛‏ کره‌ای: 소방관) یک فیلم درام محصول سال ۲۰۲۴ کره جنوبی به نویسندگی و کارگردانی کواک کیونگ تک و با بازی جو وون، کواک دو وون و لی یو یونگ است. این فیلم در ۴ دسامبر ۲۰۲۴ در سینماها اکران شد.

## تولید

### فیلم‌برداری
تصویربرداری اصلی در مه ۲۰۲۰ آغاز شد و در سپتامبر ۲۰۲۰ به پایان رسید. اکران این فیلم به دلیل دنیاگیری کووید-۱۹ و جنجال رانندگی در حالت مستی کواک دو وون به تعویق افتاد.